# Digital Transmission Content Protection
Digital Transmission Content Protection, ou DTCP, est une technologie de gestion des droits numériques (Digital Rights Management - DRM) qui vise à limiter les techniques de domotique numérique telles que les lecteurs de DVD et les télévisions en chiffrant les interconnexions entre ces appareils. En théorie, cela permet à un contenu d'être distribué sur d'autres appareils tels que des ordinateurs personnels ou des lecteurs portables multimedia, s'ils implémentent aussi les standards DTCP.
DTCP a aussi été référencé en tant que protection de contenu 5C, une référence aux cinq compagnies qui ont créé DTCP : Hitachi, Intel, Matsushita, Sony, et Toshiba.
Le standard a été proposé en février 1998 quand le 5C présenta le système au Groupe de Travail Technique sur la Protection contre la Copie (Copy Protection Technical Working Group - CPTWG), un groupe créé pour évaluer les technologies DRM. Les 5 compagnies établirent ensuite le Digital Transmission Licensing Administrator (DTLA) en juin 1998 pour simplifier les procédures d'attribution de licences et promouvoir l'acceptation de la méthode DTCP par les fournisseurs de contenu, les fabricants électroniques, et les fournisseurs de service de diffusion. Ils fournirent aussi le 5C Digital Transmission Content Protection White Paper décrivant le système.
Ce document spécifie le chiffrement M6 en tant que base du système de chiffrement qui était déjà très largement utilisé dans l'industrie du câble au Japon.
À cette époque, FireWire était vu comme le standard prêt à interconnecter tous les appareils multimédias, mais il n'y a pas eu une adoption massive dans la décennie qui suivit. Plus récemment, il apparaît que FireWire et les autres systèmes similaires se font supplanter par l'utilisation de TCP/IP sur des connexions Wi-Fi et Ethernet à grande vitesse, un changement incarné par Apple TV. Le standard 5C s'est diversifié en incluant pour couvrir une variété de types de média pour répondre à ces changements de l'industrie et supporte maintenant USB, IP, Wi-Fi, Bluetooth et MOST (un standard media conçu pour les plateformes automobile de prochaine génération) en plus de FireWire.
La spécification DTCP est propriétaire et est seulement distribuée aux membres qui ont signé l'accord DTLA (des contributions doivent être payées pour avoir la spécification). Une « version pour information » de la spécification, omettant des détails critiques de l'implémentation, est disponible gratuitement,.

## DTCP+
En novembre 2010, le Digital Transmission Licensing Administrator a proposé des améliorations à DTCP connues sous le nom de DTCP+. Cette spécification étendue doit être complétée en janvier 2011. DTCP+ ajoute les capacités suivantes au standard :
- Jeton seulement numérique (Digital Only Token)
- Une manière « Media agnostique » de porter le Content Management Information (CMI)
- CMI avec comptage des copies
- Capacité d'accès à distance